# Jeff Burr
Pour les articles homonymes, voir Burr.
Jeff Burr est un acteur, scénariste, réalisateur et producteur américain né le 18 juillet 1963 à Aurora dans l'Ohio et mort le 10 octobre 2023 à Dalton en Géorgie.

## Biographie

### Mort
Jeff Burr est mort le 10 octobre 2023 à Dalton de complications consécutives à un accident vasculaire cérébral.

## Filmographie

### comme réalisateur
- 1982 : Divided We Fall
- 1987 : Nuits sanglantes (The Offspring)
- 1989 : Le Beau-père 2 (Stepfather II)
- 1990 : Massacre à la tronçonneuse 3 : Leatherface (Leatherface: Texas Chainsaw Massacre III)
- 1991 : Land of the Lost (en) (série télévisée)
- 1992 : Eddie Presley (en)
- 1993 : Puppet Master 4
- 1994 : Puppet Master 5: The Final Chapter
- 1994 : Le Démon d'Halloween 2 (Pumpkinhead II: Blood Wings)
- 1995 : La Nuit de l'épouvantail (en) (Night of the Scarecrow)
- 1996 : La Légende de Johnny Misto (Johnny Mysto: Boy Wizard)
- 1996 : Beetleborgs (Big Bad Beetleborgs) (série TV)
- 1997 : American Hero
- 1998 : The Werewolf Reborn!
- 1998 : Spoiler (en)
- 1999 : The Boy with the X-Ray Eyes (en)
- 1999 : La Ville fantôme (Phantom Town) (vidéo)
- 2000 : Frankenstein and the Werewolf Reborn!
- 2005 : Mil Mascaras vs. the Aztec Mummy (en)
- 2005 : Straight into Darkness (en)
- 2006 : The Devil's Den (en)

### comme acteur
- 1992 : Eddie Presley (en) : Guard
- 1993 : Things de Jay Woelfel : le Coroner (segment Thing in a Jar)
- 1994 : Saturday Night Special de Dan Golden : Docteur
- 1994 : Fear of a Black Hat de Rusty Cundieff : Chicago Cop
- 1995 : With Criminal Intent de Jay Woelfel : le Coroner
- 1995 : High Tomb de Scott Gulbrandsen : Pete
- 1999 : The Boy with the X-Ray Eyes (en) : le professeur de science
- 1999 : La Ville fantôme (Phantom Town) (vidéo) : oncle Jack
- 2000 : Witchouse 2 (Witchouse 2: Blood Coven) de J.R. Bookwalter (vidéo) : Guy on sidewalk
- 2001 : L'Écorcheur (Dark Asylum) de Gregory Gieras : Fergusson
- 2003 : Zombiegeddon de Chris Watson (vidéo) : Radio show caller (voix)
- 2005 : Creepies 2 de Jeff Leroy (vidéo) : Burt
- 2005 : The Mangler Reborn d'Erik Gardner et Matt Cunningham (vidéo) : Lawnmowing Man

### comme scénariste
- 1987 : Nuits sanglantes (The Offspring)
- 1999 : The Boy with the X-Ray Eyes

### comme producteur
- 2003 : Broke Sky.